# محمد بن علي الفشتالي
محمد بن علي الفشتالي ، هو أبو عبد الله محمد بن علي الفشتالي (946 هـ - 1021 هـ ). من شعراء السلطان أحمد المنصور السعدي ومن وزرائه وسفرائه إلى السلطان العثماني.

## مؤلفاته
- (نظم وفيات ابن قنفذ وتكملة ابن القاضي) قصيدة لامية، في الرباط (487 د) تراجم.

## قصائده
لمحمد بن علي الفشتالي العديد من القصائد من بينها :
- بشرى تزف من الزمان المقبل
- ما أرى القضبان إلا اقتضبت
- هذه سبتة تزف عروسا